# NGC 3530
NGC 3530 é uma galáxia espiral (S) localizada na direcção da constelação de Ursa Major. Possui uma declinação de +57° 13' 49" e uma ascensão recta de 11 horas, 08 minutos e 40,3 segundos.
A galáxia NGC 3530 foi descoberta em 8 de Abril de 1793 por William Herschel.